# Брейнерд (город, Миннесота)
Брейнерд (англ. Brainerd) — город в округе Кроу-Уинг, штат Миннесота, США. 
На площади 21,9 км² (20,6 км² — суша, 1,2 км² — вода), согласно переписи 2000 года, проживают 13 178 человек. Плотность населения составляет 601,7 чел./км².
- Телефонный код города — 218
- Почтовый индекс — 56401
- FIPS-код города — 27-07300[1]
- GNIS-идентификатор — 0640426[2]